# 嶋崎譲
嶋崎 譲（嶋﨑 譲、しまさき ゆずる、1925年（大正14年）1月21日 ‐ 2011年（平成23年）10月26日）は、日本の政治学者、政治家。衆議院議員（8期）。

## 生涯
石川県小松市粟津町に生まれる。兄の均は自由民主党所属の参議院議員、法務大臣を歴任し、兄弟で党籍が与野党に別れていた。また、弟の丞は石川県立美術館館長。
旧制第四高等学校を経て九州大学大学院法学研究科政治学専攻修士課程修了。
大学院修士課程修了後、九州大学助教授、教授となる。向坂逸郎らと共に社会主義協会系の学者として活躍するが、1967年（昭和42年）社会主義協会分裂の際は太田派の中心人物の一人となった。
1969年（昭和44年）、社会党執行部から求められて九州大学教授を辞職し、旧石川1区から第32回総選挙に立候補するが落選。1972年（昭和47年）、第33回総選挙で初当選する。その後太田派社会主義協会を離れ、右派グループで活動。
1995年（平成7年）、社会党を離党（翌年、党名改称した社会民主党から除籍処分）し、市民リーグを経て旧民主党結成に参画。
引退後、静岡県伊東市で隠遁生活を送る。
2001年4月の春の叙勲で勲二等に叙され、旭日重光章を受章する。
2011年（平成23年）10月26日、急性心不全のため静岡県伊東市内の自宅で死去。86歳没。死没日付をもって正四位に叙された。

## エピソード
石川県出身の寺越武志が北朝鮮で生存していたことから、1987年（昭和62年）、みずから団長をつとめた日本社会党訪朝団に武志の母親の寺越友枝を同行させた。嶋崎は、帰国後『再会』という小冊子をまとめている。

## 経歴
- 1969年（昭和44年）
  - 12月27日 - 第32回衆議院議員総選挙（旧石川県1区・日本社会党公認）立候補、落選。
- 1972年（昭和47年）
  - 12月10日 - 第33回衆議院議員総選挙に出馬し初当選（以後8期連続当選）。
- 1981年（昭和56年）
  - 11月 - 社会党委員長選で飛鳥田一雄が日本社会党委員長に再選した後の役員人事で党政策審議会長に就任。
- 1983年（昭和58年）
  - 7月 - 参院選後に飛鳥田委員長の辞任で委員長に選出された石橋政嗣新委員長の下で政審会長を留任。
- 1985年（昭和60年） - 社公連合政権構想を公明党の正木良明政審会長と共にまとめ合意する。
- 1986年（昭和61年） - 衆参同日選後の9月委員長選で土井たか子新委員長が選出され政審会長を退任（後任に伊藤茂が内定。）。
- 1991年（平成3年） - 社会党シャドーキャビネット文相就任。
- 1993年（平成5年）
  - 1月 - 山花貞夫委員長の下で佐藤観樹と共に党中央執行副委員長に就任するも9月委員長選で村山富市新委員長の選出に伴い副委員長を退任。
- 1995年（平成7年）
  - 5月 - 社会党を離党、市民リーグに参加。
- 1996年（平成8年）
  - 社会民主党から除籍処分。
  - 9月 - 旧民主党結成に参加。
  - 10月 - 衆院選に不出馬、政界引退。
- 2011年（平成23年）
  - 10月26日 - 死去。

## 選挙歴
| 当落                       | 選挙                   | 施行日         | 選挙区      | 政党       | 得票数  | 得票率 | 得票順位 /候補者数 | 比例区 | 比例順位 /候補者数 |
| -------------------------- | ---------------------- | -------------- | ----------- | ---------- | ------- | ------ | ------------------ | ------ | ------------------ |
| 落                         | 第32回衆議院議員総選挙 | 1969年12月27日 | 石川県第1区 | 日本社会党 | 33,799  |        | 6／10              | -      | -                  |
| 当                         | 第33回衆議院議員総選挙 | 1972年12月10日 | 石川県第1区 | 日本社会党 | 75,120  |        | 2／7               | -      | -                  |
| 当                         | 第34回衆議院議員総選挙 | 1976年12月5日  | 石川県第1区 | 日本社会党 | 80,545  |        | 3／5               | -      | -                  |
| 当                         | 第35回衆議院議員総選挙 | 1979年10月7日  | 石川県第1区 | 日本社会党 | 64,893  |        | 3／4               | -      | -                  |
| 当                         | 第36回衆議院議員総選挙 | 1980年6月22日  | 石川県第1区 | 日本社会党 | 79,128  |        | 3／5               | -      | -                  |
| 当                         | 第37回衆議院議員総選挙 | 1983年12月18日 | 石川県第1区 | 日本社会党 | 67,349  |        | 3／5               | -      | -                  |
| 当                         | 第38回衆議院議員総選挙 | 1986年7月6日   | 石川県第1区 | 日本社会党 | 78,846  |        | 3／5               | -      | -                  |
| 当                         | 第39回衆議院議員総選挙 | 1990年2月18日  | 石川県第1区 | 日本社会党 | 117,566 |        | 3／4               | -      | -                  |
| 当                         | 第40回衆議院議員総選挙 | 1993年7月18日  | 石川県第1区 | 日本社会党 | 70,453  |        | 3／4               | -      | -                  |
| 当選回数8回（衆議院議員8） |                        |                |             |            |         |        |                    |        |                    |